# سيارهي لياخوفيتش
سيارهي لياخوفيتش (بالروسية: Ляхович, Сергей Петрович)‏ (مواليد 29 مايو 1976) هو ملاكم بيلاروسي، مثّل بلاده في الألعاب الأولمبية الصيفية 1996.

## روابط خارجية
سيارهي لياخوفيتش على موقع بوكس ريك (الإنجليزية) (registration required)
- سيارهي لياخوفيتش على موقع أوليمبيديا (الإنجليزية)